# Pávai Gyula
Pávai Gyula (Dés, 1939. január 17. – Debrecen, 2011. április 9.) erdélyi magyar pedagógus, közíró, szerkesztő.

## Életútja
Középiskolát szülővárosában végzett, a Babeș-Bolyai Egyetemen gyógypedagógus-magyar szakos tanári oklevelet szerzett (1963). Bálványosváralján, Árpástón, Enyedszentkirályon, majd Aradon tanító, logopédus, magyartanár. 1990-től az újjáalakult Kölcsey Egyesület elnöke, az úgynevezett Kölcsey-csütörtök rendezvényeire számos hazai és magyarországi irodalmárt hívott meg. Az egyesület Ifjúsági Színpadának és Irodalmi Stúdiójának rendezője.

## Munkássága
Első írását az Ifjúmunkás közölte (1964). Helytörténeti írásai, emlékezései, zenekritikái az Új Szó, Előre, Romániai Magyar Szó, az aradi Vörös Lobogó s 1989 után az Irodalmi Jelen, a Zarándok hasábjain jelentek meg. Az Önarckép (Arad 1982) című antológiában novellával szerepelt. 1990-ben Péterfi Árpáddal és Ujj Jánossal közösen szerkesztette az újraindított Havi Szemlét, amely négy szám után a Jelen mellékletévé alakult. 1992-ben elnyerte a Ioan Slavici-díjat, 1997-ben a Márki Sándor-díjat.
Ficzay Dénes irodalmi hagyatékának rendezését végezte.
Szerkesztésében jelent meg Aradon 1997-ben Kató Sándor Megmaradt versek című kötete, Varga Domokossal társszerkesztésben Feltámadunk! címmel az aradi Kölcsey Egyesület antológiája (Budapest 1997), valamint önálló kiadásban két tanulmánya: Az 1848-49-es forradalom és szabadságharc aradi emlékei, emlékhelyei (Arad 1998); Kálvária a halál után (Az aradi vértanúk földi maradványainak hányattatása. Arad 1998).

## Művei
- Aradi híres emberek (2003)
- Tanárnéni (kisregény) (2003)
- Tanító bácsi / Egy év az ötből (két kisregény) (2003)
- Kovács Samu utca 63. Krónika (2004)
- Léna (Töredék egy életből – kisregény) (2005)
- Zakariás megújulása (2006)
- Diákbakák (2007)
- Patakvárban, aranykancsó. Regényes krónika; Edy Optic, Arad, 2007
- Mesélő aradi házak. Ficzay Dénes emlékére; Edy Optic, Arad, 2008
- Tanító bácsi (Regény két részben) (2008)
- Körforgás /Rövid próza/ (2009)
- Mélyvíz (dokumentumkrónika) (2011)
- Színről színre; Edy Optic, Arad, 2011
- Metamorfózis. Rövid próza; Edyoptic, Arad, 2011